# Sgòrr Ruadh
Der Sgòrr Ruadh ist ein als Munro und Marilyn eingestufter, 962 m (3.156 ft) hoher Berg in den schottischen Highlands. Sein gälischer Name kann in etwa mit Rote Spitze übersetzt werden. Er liegt in einer weitgehend unbesiedelten Berglandschaft der Northwest Highlands zwischen Loch Torridon und Strathcarron, etwa 70 Kilometer westlich von Inverness.
In der Berglandschaft zwischen Torridon und dem Glen Carron ist der Sgòrr Ruadh der höchste von drei Munros. Während seine Südwestseite steil, aber weitgehend gleichmäßig mit grasbedeckten Flanken in das Coire Fionnaraich abfällt, besitzt der aus Torridonischem Sandstein bestehende Berg eine felsdurchsetzte und steile Nordseite, die das tief eingeschnittene Coire Làir überragt. Auch die Ostseite ist durch steile Felsgrate geprägt, die bis in das Coire Làir abfallen. Auffallend sind die nach ihrem Erstbegeher,  dem schottischen Bergsteigerpionier Harold Raeburn benannte Raeburn’s Buttress, die Academy Ridge und die nach Osten weisende Robertson’s Buttress. Nach Süden schließt sich der breite, von mehreren kleinen Lochs geprägte Sattel Bealach Mòr auf etwa 700 m Höhe an, über den ein Übergang zum südlich benachbarten, mit 907 m (2.976 ft) Höhe als Corbett eingestuften Fuar Tholl  besteht, der ebenfalls mit markanten und steilen Felswänden das Coire Làir auf dessen Südseite überragt. Nordwestlich des durch einen Cairn markierten höchsten Punkts führt ein schmaler Grat bis zum auf 785 m hohen Vorgipfel Stùc a’ Choire Ghrannda, auf etwa halber Strecke dieses Grats schließt sich über einen kleinen Bealach am Talschluss des Coire Làir der längliche Rücken des ebenfalls als Munro eingestuften, 926 m (3.038 ft) hohen Beinn Liath Mhòr an.

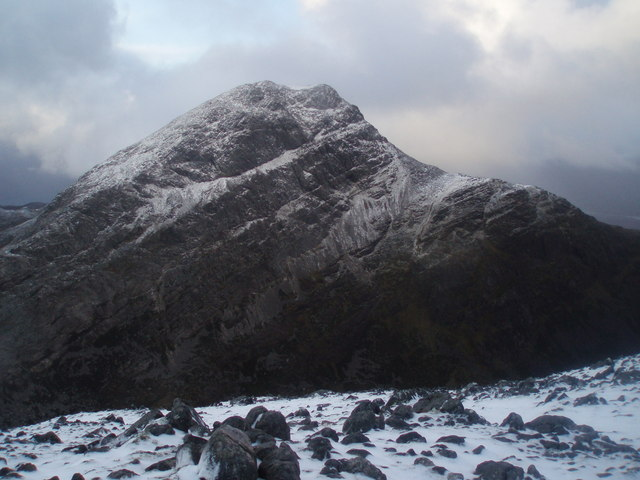
Blick vom westlich benachbarten Maol Chean-dearg auf den Sgòrr Ruadh
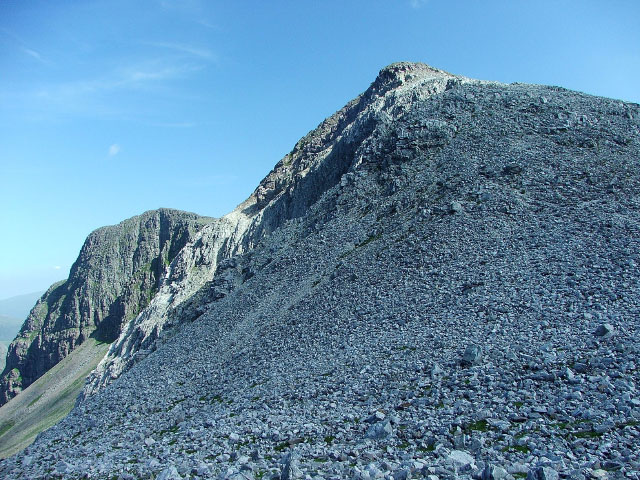
Die felsige Nordseite des Sgòrr Ruadh, links Raeburn’s Buttress, rechts der Gipfelbereich
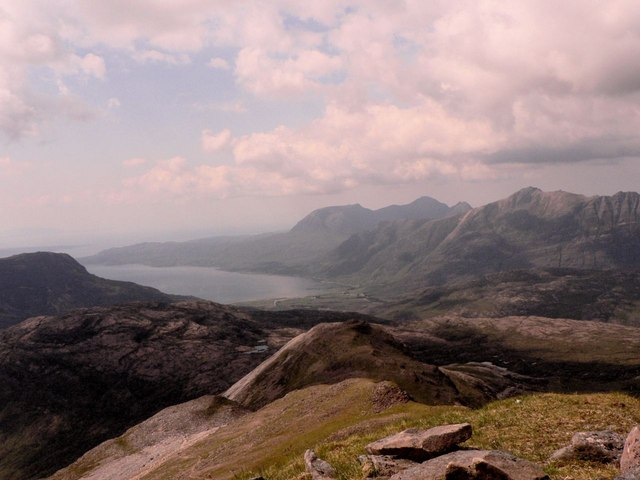
Blick vom Gipfel nach Westen, im Hintergrund Loch Torridon, rechts Beinn Alligin und Liathach
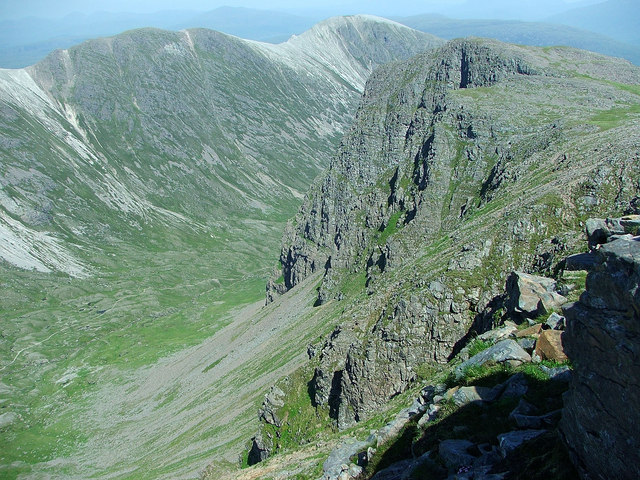
Raeburn’s Buttress vom Gipfel aus gesehen, auf der anderen Talseite der langgezogene Rücken des Beinn Liath Mhòr

Zugänglich ist der Sgòrr Ruadh am schnellsten aus dem südlich liegenden Glen Carron. Ausgangspunkt für den Zustieg ist die kleine Ortschaft Achnashellach an der A890, die auch eine Station an der Kyle of Lochalsh Line besitzt. Von einem Parkplatz bzw. der Bahnstation führt ein Weg entlang des tief eingeschnittenen River Làir in das landschaftlich reizvolle Coire Làir. Der Sgòrr Ruadh kann sowohl durch ein zwischen ihm und dem Fuar Tholl eingeschnittenes, zum Bealach Mòr führendes Seitental als auch über den Sattel am Talschluss des Coire Làir erreicht werden. Munro-Bagger besteigen den Berg meist gemeinsam mit seinem nördlichen Nachbarn Beinn Liath Mhòr. Weitere Zustiegsmöglichkeiten bestehen aus dem südwestlichen Coire  Fionnaraich über die steilen grasigen Flanken des Sgòrr Ruadh sowie – allerdings mit deutlich längeren Zugängen verbunden – aus Richtung Nordwesten von Torridon kommend über alte Jagdpfade.
Die Felsen auf der Südseite des Coire Làir auf der Nord- und Ostseite von Sgòrr Ruadh und Fuar Tholl sind ein beliebtes Klettergebiet. Aufgrund der teils recht brüchigen Felsqualität ist es vor allem im Winter zum Eisklettern gefragt, es existieren aber auch klassische Routen. Insgesamt sind am Sgòrr Ruadh bislang rund 40 Kletterrouten erschlossen worden. Erstmals durchstiegen wurden Eiskletterrouten am Sgòrr Ruadh durch Harold Raeburn im Jahr 1904.